# Igreja Católica de São Francisco de Sales (Cincinnati, Ohio)
A Igreja Católica de Saint Francis De Sales está localizada na 2900 Woodburn Avenue no bairro East Walnut Hills de Cincinnati, Ohio, Estados Unidos.
A congregação foi organizada em 1849 e seu primeiro edifício foi dedicado em 3 de novembro de 1850. O patrono da paróquia é São Francisco de Sales. A pedra angular foi lançada em 30 de junho de 1878 pelo arcebispo John Baptist Purcell, na presença de quase 10.000 pessoas. O edifício foi dedicado em 20 de dezembro de 1879. O interior contém um dos melhores altares dos Estados Unidos, custando US $ 20.000. As paróquias principais eram a Igreja de Santa Maria, em Over-the-Rhine, e a Igreja de São Paulo, em Pendleton . A congregação original era majoritariamente alemã.
O altar principal de São Francisco de Sales foi consagrado pelo arcebispo WH Elder em 27 de abril de 1887. Foi um presente de Joseph Kleine e sua esposa Agnes Kleine, e foi esculpida por Fred e Henry Schroeder, de Cincinnati, a partir de desenhos de A. Kloster, de Nova York. O altar de mármore branco puro da Rutland e o piso de mármore branco custam US $ 20.000. Os pilares de ônix do altar e as delicadas torres góticas são ladeadas por estátuas da SS. Joseph e Agnes em homenagem aos santos padroeiros dos doadores.
A igreja é o lar de Joseph, também conhecido como "Big Joe", o maior sino oscilante já lançado nos Estados Unidos. VanDuzen Company (anteriormente Buckeye Bell Foundry) na Second e na Broadway no centro da cidade. O sino mede 9 by 7 pés (2,7 m × 2,1 m) em diâmetro e altura, respectivamente; pesa 35 000 libra (massa)s (16 000 kg), incluindo 640 libra (massa)s (290 kg)   badalo. Nomeado para o paroquiano cuja doação para o fundo do sino era a maior, o sino poderia ser ouvido a 15 milhas (24 km) quando tocou pela primeira vez, sacudindo edifícios próximos e afrouxando pedras e argamassas. Logo foi decidido imobilizar a campainha e, por mais de um século, o "Big Joe" conta com um martelo de pé atingindo sua borda.
No início de 1974, a igreja, sua escola paroquial e sua reitoria foram declaradas distrito histórico, o "Distrito Histórico da Igreja St. Francis De Sales" e listado no Registro Nacional de Lugares Históricos.